# Яков Кедмі
Яков «Яша» Кедмі (івр. יעקב קדמי; уродж. Яков Иосифович Казаков; нар. 5 березня 1947, Москва, СРСР) — ізраїльський проросійський політик, пропагандист, українофоб, керівник бюро «Натів» в 1992—1999 роках, експерт з питань військово-політичної та міжнародної політики.
Фігурант бази центру «Миротворець»

## Біографія

### В СРСР
Народився 5 березня 1947 року у Москві в родині інженерно-технічних працівників. Навчався заочно в Московському інституті інженерів залізничного транспорту і працював на заводі бетонником-арматурником, оскільки був старшим із трьох дітей і допомагав забезпечувати сім'ю.
19 лютого 1967 року прийшов до ізраїльського посольства у Москві і сказав, що хоче емігрувати до Ізраїлю. Спроба радянського охоронця затримати його була невдалою. Використовуючи російську нецензурну лексику, Яків Козаков прорвався на територію посольства, де зустрівся з ізраїльським дипломатом Герцлем Амікамом (співробітником «Моссад» від 1955 року). Амікам запідозрив, що акція Казакова є провокацією КДБ, тому не відповів на його прохання дозволити йому імміграцію до Ізраїлю. Через тиждень Казаков знову прийшов до посольства, де Амікам забезпечив його матеріалами та бланками для еміграції до Ізраїлю.
11 червня 1967 року, в день, коли СРСР оголосив про розрив дипломатичних відносин з Ізраїлем у зв'язку з Шестиденною війною, публічно відмовився від радянського громадянства і зажадав надання йому можливості виїхати до Ізраїлю. У той же день він пробрався до американського посольства у Москві і розмовляв з консулом на тему виїзду до Ізраїлю. 20 травня 1968 року Яків Казаков написав листа до Верховної Ради СРСР, у якому засудив політику антисемітизму, зажадав звільнення від радянського громадянства і проголосив себе громадянином Ізраїлю. У зверненні до депутатів Верховної Ради СРСР він написав:
Я не желаю быть гражданином страны, где евреи подвергаются насильственной ассимиляции, где мой народ лишается своего национального лица и своих культурных ценностей… Я не желаю жить в стране, правительство которой пролило столько еврейской крови… Я не желаю вместе с вами быть соучастником уничтожения государства Израиль…— Бейзер М. Евреи борьбы : Еврейское национальное движение в СССР, 1967—1989 гг. : 1967—1979.
Його заява стала першим відкритим викликом такого роду. У Якова не було родичів у Ізраїлі, а нечисленні дозволи на виїзд надавалися тільки з метою «возз'єднання сімей». Після виходу з американського посольства, яке прослуховувалося КДБ, Яків був затриманий і допитаний, але не був заарештований. За рекомендацією КДБ Якова хотіли забрати до армії, але він заявив, що його батьківщиною є Ізраїль і він готовий служити тільки в одній армії — Армії оборони Ізраїлю. Через введення радянських військ до Чехословаччини його призов до армії був відкладений. У лютому 1969 року він отримав дозвіл на еміграцію до Ізраїлю і припис протягом двох тижнів залишити Радянський Союз. За деякими свідченнями, після одержання припису публічно спалив на Червоній площі свій радянський паспорт. Сам Яків Кедмі заперечує це. Приїхавши потягом до Відня, вилетів до Ізраїлю.

### В Ізраїлі
У 1969 році здійснив алію до Ізраїлю. Служив в Армії Оборони Ізраїлю під час Війни Судного дня.
Був активістом громадського руху на підтримку репатріації радянських євреїв разом із журналісткою Геулою Коен, депутатом Шуламіт Алоні та іншими . 1970 року у Нью-Йорку провів голодування перед будинком ООН на знак протесту проти відмови в СРСР у видачі дозволу на виїзд його сім'ї до Ізраїлю. Американські спецслужби підозрювали його у роботі на КДБ. По прибутті до Ізраїлю його батьків 4 серпня 1970 року добровільно записався на строкову службу до Армії оборони Ізраїлю . Служив у танкових військах, закінчив офіцерське загальновійськове училище, потім  школу військової розвідки , звільнений в запас у червні 1973 року . На той час вже був одружений, 1972 року у нього народився син .
Навчався в Техніоні на хімічному факультеті, потім закінчив Тель-Авівський університет і Коледж національної безпеки.
У другій половині 1977 року на пропозицію глави уряду Менахема Бегіна почав працювати в бюро зі зв'язків «Натів», яке займалося, зокрема, нелегальною еміграцією євреїв з країн радянського блоку . 1 травня 1978 року приступив до роботи в еміграційному транзитному центрі у Відні, одночасно змінивши прізвище на івритомовне — Кедмі .
У 1988–1990 роках працював співробітником консульської групи ізраїльського МЗС при посольстві Нідерландів у Москві. У грудні 1988 року брав участь у вирішенні кризи, пов'язаної із захопленням заручників і викраденням літака з СРСР до Ізраїлю.
У 1990–1992 роках обіймав посаду заступника директора, з 1992 по 1999 рік — директор «Натів». У 1999 році вийшов у відставку. Вніс істотний внесок в організацію репатріації радянських євреїв в Ізраїль наприкінці 1980-х — початку 1990-х років. Саме Кедмі забезпечив перенаправлення потоку єврейських емігрантів зі США на Ізраїль у жовтні 1989 року, результатом чого стала масова алія початку 1990-х років.
У жовтні 1997 року прем'єр-міністр Ізраїлю Біньямін Нетаньяху створив так звану «спеціальну групу» — міжвідомчий комітет, який займався проблемою іранської гонки озброєнь і зв'язками Ірану і Росії у військовій області. Кедмі був одним з ключових членів цього комітету. Пропозиції Кедмі використовувати єврейське лобі в Росії в якості протидії інтересам Тегерану були відкинуті главою уряду. Після цього відносини між Нетаньяху і його керівником канцелярії Авігдором Ліберманом, з одного боку, і Кедмі — з іншого, зіпсувалися.
Кедмі вийшов у відставку в січні  1999 года після кількох великих скандалів у зв'язку з діяльністю Натіву в Росії. В Ізраїлі проти нього виступили як МЗС Ізраїлю (у зв'язку з тим, що співробітники «Натів» діяли під дипломатичним прикриттям), так і спецслужби «Моссад» и «Шабак». Згідно з власним твердженням, після виходу у відставку є пенсіонером і отримує пенсію, рівну пенсії генерала.
У квітні 1999 року під час виборчої кампанії Кедмі ініціював публічне обговорення його розбіжностей з Нетаньяху. Він атакував прем'єр-міністра за «зраду інтересів вихідців з СНД» і «руйнування відносин з Росією». Кедмі підтримав кандидатуру Ехуда Барака і сприяв його підтримці з боку російськомовної громади.

## Родина
Дружина Едіт — хімік, працювала в Міністерстві оборони. Після 39 років роботи вийшла на пенсію. У сім'ї Кедмі троє дітей — два сини і донька.
Донька Ревіталь закінчила Академію мистецтв і дизайну «Бецалель». Старший син закінчив Тель-Авівський університет і Єврейський університет за фахом «міжнародні відносини», «економіка, фінанси і фінансування». Молодший закінчив Міждисциплінарний коледж в Герцлії за фахом «юриспруденція», «державне управління» і «політика» .

## Публікації та виступи
Яків Кедмі опублікував книгу мемуарів «Безнадійні війни» («івр. מלחמות אבודות»). Переклад книги російською мовою вийшов в 2011 році. У 2017 році вийшла книга Якова Кедмі у співавторстві з Е. Я. Сатановським «Діалоги».
Яків Кедмі регулярно виступає як політолог на федеральному російському телебаченні і радіо, особливо часто — на радіостанції «Вести FM», а також у пропагандистських програмах Володимира Соловйова на телеканалі «Росія», виступаючи з прокремлівських позицій. Стосовно України його виступи мають антиукраїнський i українофобський характер.